# شهرستان کویینز، نوا اسکوشیا
شهرستان کویینز، نوا اسکوشیا (به انگلیسی: Queens County, Nova Scotia) یک فهرست شهرستان‌های نوا اسکوشیا در کانادا است که در نوا اسکوشیا واقع شده‌است.

## خصوصیات
شهرستان کویینز ۲٬۳۹۸٫۶۳ کیلومترمربع مساحت و ۱۰٬۹۶۰ نفر جمعیت دارد.